# اسکریوین
اسکریوین (به انگلیسی: Scriven) یک روستا و محله مدنی در بریتانیا است که در بخش هروگت واقع شده‌است. اسکریوین ۲۳۳ نفر جمعیت دارد.